# Мартин Кампања
Мартин Николас Кампања Делгадо (шп. Martín Nicolás Campaña Delgado; Малдонадо, 29. мај 1989) професионални је уругвајски фудбалер који игра на позицији голмана.
Тренутно игра за аргентински Индепендијенте Авељанеда са којим је освојио турнир Копа Судамерикана 2017. године. Током каријере играо је и за уругвајске клубове Атенас, Серо Ларго и Дефенсор спортинг.
За репрезентацију Уругваја дебитовао је 27. маја 2016. у пријатељском сусрету са екипом Тринидада и Тобага. Пре тога играо је за олимпијску селекцију своје земље на ЛОИ 2012. у Лондону. Селектор Оскар Табарез уврстио га је на коначни списак репрезентативаца за Светско пренство 2018. у Русији.

## Успеси и признања
ФК Индепендијенте Авељанеда
- Копа Судамерикана: победник 2017.